# Wayne Federman
Wayne Federman (Los Ángeles, 22 de junio de 1959) es un comediante, actor y escritor estadounidense, reconocido por sus presentaciones de stand up comedy y por su aparición en películas y series de televisión como The X-Files, The Larry Sanders Show, Curb Your Enthusiasm, Crashing, Legally Blonde, 50 First Dates, The 40-Year-Old Virgin y Step Brothers. Fue el principal escritor de monólogos en la primera temporada del programa de televisión Late Night with Jimmy Fallon. Coprodujo el documental ganador de un premio Emmy The Zen Diaries of Garry Shandling.

## Filmografía

### Cine y televisión
| Año  | Título original                        | Papel                               | Notas         |
| ---- | -------------------------------------- | ----------------------------------- | ------------- |
| 2023 | What We Do in the Shadows              | Doctor vampiro                      | 1 episodio    |
| 2023 | Sweetwater                             | Pete el árbitro                     |               |
| 2021 | The Tonight Show Starring Jimmy Fallon | Auto - Invitado                     |               |
| 2020 | Silicon Valley                         | Stu                                 | 1 episodio    |
| 2020 | Bless This Mess                        | Lars                                | 1 episodio    |
| 2020 | Dummy                                  | Stu - Reparador de muñecas sexuales | 1 episodio    |
| 2019 | NCIS: Los Angeles                      | Eli                                 |               |
| 2018 | Crashing                               | Wayne Federman                      |               |
| 2018 | Alone Together                         | Sr. Sears                           | 1 episodio    |
| 2018 | Love                                   | Todd                                | 1 episodio    |
| 2017 | Transparent                            | Jerry                               |               |
| 2017 | Difficult People                       |                                     |               |
| 2017 | The House                              | Chip Dave                           |               |
| 2017 | Sandy Wexler                           | Eric Lamonsoff                      |               |
| 2016 | Life in Pieces                         | Dr. Saul Antro                      |               |
| 2016 | Punching Henry                         | Carl Rohmer                         |               |
| 2016 | Documentary Now!                       | Mark Weisel                         |               |
| 2016 | Comedy Bang! Bang!                     | Profesor Blanyard                   |               |
| 2016 | Childrens Hospital                     | Dr. Reed                            |               |
| 2016 | It's Always Sunny in Philadelphia      | Sr. Sanderson                       |               |
| 2015 | Community                              | Padre                               | 1 episodio    |
| 2015 | General Hospital                       | Dave                                | 1 episodio    |
| 2015 | The Tonight Show Starring Jimmy Fallon | Stand-up                            |               |
| 2015 | New Girl                               | Ned                                 |               |
| 2015 | Shameless                              | Norman                              |               |
| 2014 | Hello Ladies                           | Padre                               |               |
| 2014 | Married                                | Lane                                |               |
| 2009 | Funny People                           |                                     |               |
| 2009 | Curb Your Enthusiasm                   | Dean Weinstock                      |               |
| 2008 | Step Brothers                          | Don                                 |               |
| 2008 | Knocked Up                             |                                     |               |
| 2005 | The 40-Year-Old Virgin                 |                                     |               |
| 2005 | Bam Bam and Celeste                    | Redneck                             |               |
| 2003 | Los ángeles de Charlie: Al límite      |                                     |               |
| 2001 | Legally Blonde                         |                                     |               |
| 2000 | The X-Files                            | Wayne Federman                      |               |
| 1999 | NewsRadio                              | Randy Stark                         |               |
| 1998 | The Wild Thornberrys                   | Varios roles                        | Serie animada |
| 1998 | The Larry Sanders Show                 | Stan Sanders                        |               |